# Енрико Карузо
Енрико Карузо (на италиански: Enrico Caruso) е един от най-бележитите тенори в историята на операта. Роден е в Неапол, Италия на 27 февруари 1873 г. Започва кариерата си в този град на 15 март 1895 г. Популярността му идва през 1897 година.
В периода 1898 – 1899 г. Енрико Карузо гастролира в Санкт Петербург. За първи път пее на сцената на Ла Скала през 1900 година, а на лондонска сцена дебютира през 1902 г. с Риголето. Най-голям успех обаче жъне в Метрополитън опера в Ню Йорк от 1903 до 1920 година.
Популярността му се дължи на необикновения му и оригинален глас – мощен, с широк диапазон, отлична техника и нюанси на баритон. Друга причина за това е, че Карузо е един от най-записваните певци за времето си. Повечето от неговите записи се пазят в Музея на Карузо в Ню Йорк.
Първите записи са направени през 1902 г. Един от пионерите в тази дейност е американецът Фред Гейсбърг, който има усет към таланта, но и към търговията и техниката и който поема риска с Карузо като му заплаща исканата от него сума от 50 долара на плоча, която е съществена за това време.
Карузо умира от плеврит на 2 август 1921 г. в Неапол.

## Енрико Карузо и семейството му
- Карузо, съпругата му Дороти и дъщеря им Глория[1]
- Карузо и съпругата му Дороти
- Карузо, съпругата му Дороти, синът им и брат му Джовани
- Карузо и съпругата му Дороти (Библиотека на Конгреса)[2]
- Карузо, съпругата му Дороти и синът им (Библиотека на Конгреса)
- Карузо и съпругата му Дороти (Библиотека на Конгреса)
- Карузо вкъщи, до своя фонограф "Victrola", ок. 1910
- Карузо и съпругата му Дороти
- Карузо и съпругата му Дороти (Библиотека на Конгреса)
- Карузо сред семейството си, 1919 (Library of Congress)
- Карузо и дъщеря му Глория, 1919, вероятно в Соренто (Библиотека на Конгреса)